# Изабелла Ягеллонка
Изабе́лла Ягелло́нка (пол. Izabela Jagiellonka; 18 января 1519 — 15 сентября 1559) — польско-литовская принцесса, дочь польского короля Сигизмунда Старого. Благодаря браку в 1539 году с Яношем Запольяи стала королевой Венгрии.

## Биография
Её муж умер через две недели после рождения сына. С этого момента началась борьба Изабеллы за престол для малолетнего Яноша Сигизмунда, который был избран королём Венгрии. После взятия в 1541 году Буды турками Сулейман Великолепный передал Изабелле Трансильванию, где она правила от имени своего сына. Настоящая власть находилась в руках кардинала Георга Мартинуцци. В 1549 году легаты короля Чехии и Венгрии (эрцгерцога Австрии) Фердинанда I и Изабелла согласились вернуть Трансильванию в королевство Венгрии. Летом 1551 года она была вынуждена оставить Трансильванию, которая согласно договору в Ньирбаторе перешла в руки Фердинанда I Австрийского. Вернулась в 1556 году со своим сыном. Умерла в Алба-Юлии 15 сентября 1559 года и была похоронена в местном соборе Святого Михаила.

## Почитание
Голову Изабеллы (как священную реликвию), подаренную в Мадриде королевой Анной Австрийской (последней женой Филиппа II), носил с собой архиепископ Боготы (Колумбия) Луис Сапата де Карденас. В 1573 году он поместил её в серебряный ларец в главной церкви города и объявил Изабеллу защитницей города, а днëм почитания этой святой было установлено 19 ноября.

## В культуре
В кинематографе
- В фильме "Звёзды Эгера" роль Изабеллы Ягеллонки сыграла Ева Рутткаи.